# Mida Huber

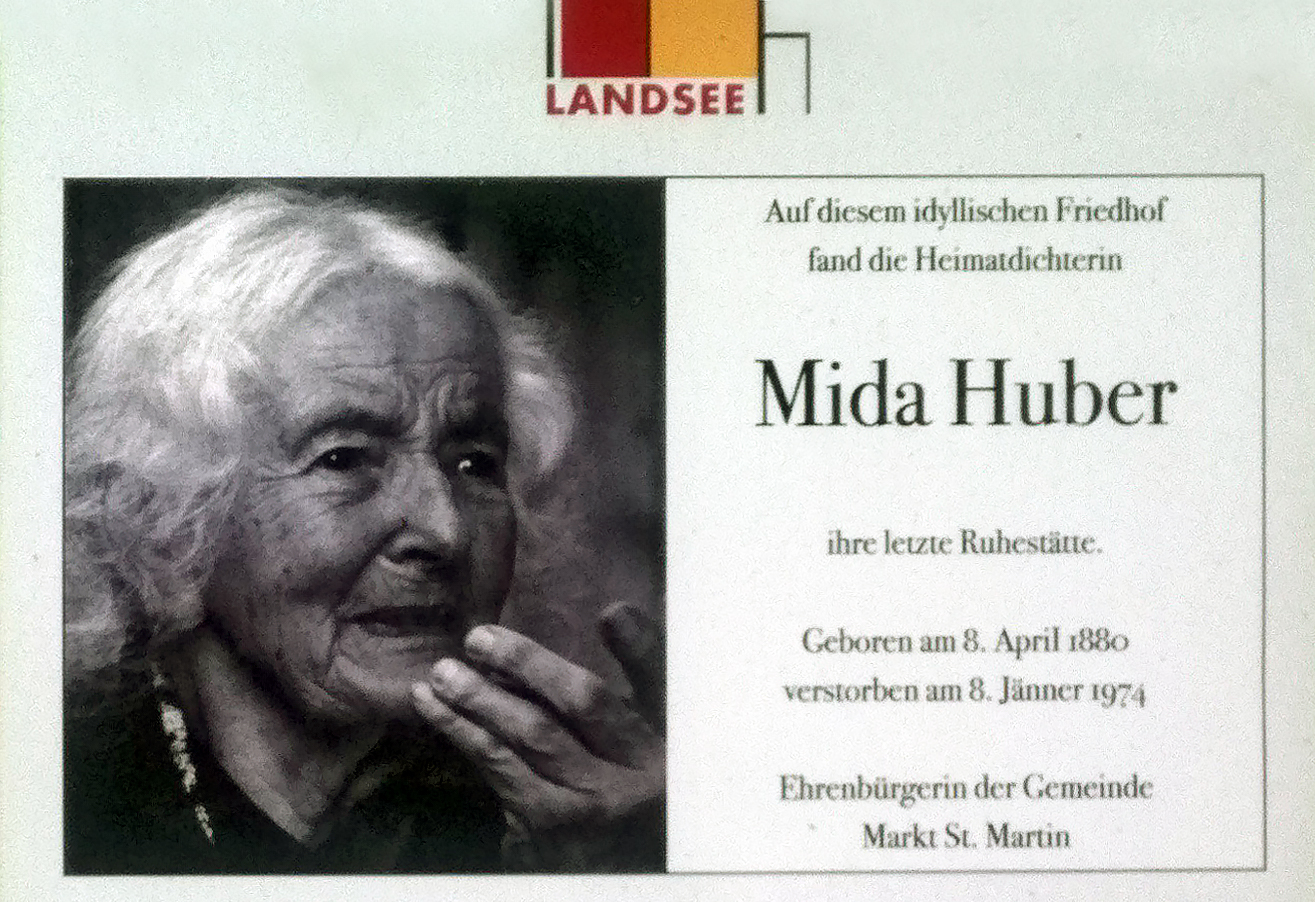
Portraitfotografie (o. J.), Aushang vor dem Friedhof von Landsee

Mida Huber (* 8. April 1880 in Lackenbach, Burgenland; † 8. Jänner 1974 im Krankenhaus Oberpullendorf) war eine österreichische Schriftstellerin und Lyrikerin.

„Sie auf Mundart allein festzulegen, ist einseitig, sie hat Hochsprachliches von beachtlichem Niveau geschrieben, sowohl Lyrik als auch Prosa. Daneben war sie auch Malerin, Zeichnerin, Kunstgewerblerin und hat sich auch als Komponistin versucht“

## Leben
Mida Huber wurde als Tochter eines Försters der Fürstlich Esterházyschen Forstverwaltung im Schloss Lackenbach geboren. Ihre Wohnsitze entsprachen den Dienstorten des Vaters auf dem Gebiet des heutigen Burgenlandes. In ihrer Kindheit hielt sich Mida viel bei den Großeltern in Laxenburg, Niederösterreich, auf; ein Onkel in Wien war k.k. Hofphotograph mit Atelier im ersten Bezirk. Sie erhielt privaten Klavier- und Zeichenunterricht, aber die Familie hatte sich um sieben weitere Kinder vergrößert, und Mida ereilte das Schicksal vieler älterer Töchter der damaligen Zeit.
Mida hatte sich schon literarisch betätigt, und da es ihr verwehrt war, Kinder zu haben, wurde der erste Lyrik- und Prosaband, den sie mit 71 erlebte, auf ihren Wunsch Meini Kinda benannt. Wohl hatte sie in Wien noch einige Semester die Kunstschule für Frauen und Mädchen besuchen können, unter ihren Lehrern war die bekannte Landschaftsmalerin Tina Blau, doch  musste sie wieder vorzeitig heimkehren.

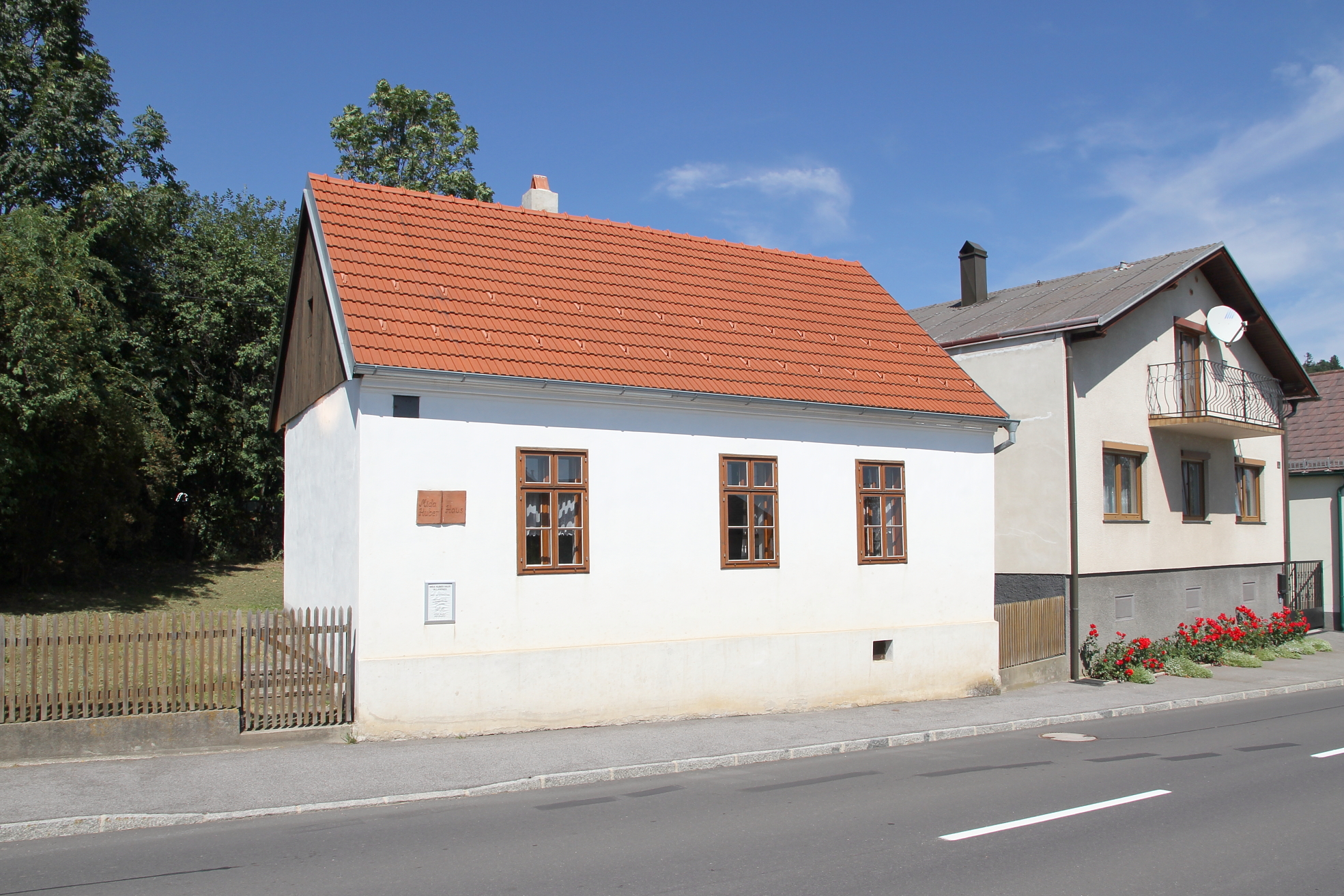
Das Wohnhaus und Arbeitsraum der Mundartdichterin und Künstlerin Mida Huber in Landsee; aktuell ist darin ein Museum eingerichtet.

Sie pflegte beide Eltern in Forchtenstein bis zu deren Tod. Im Kriegsjahr 1942 delogiert, fand sie Zuflucht in Landsee. So kam sie in dem kleinen Haus mit dem winzigen Garten unter. Besucher waren meist ahnungslos, dass sie keinen Wasseranschluss, geschweige denn sanitäre Einrichtungen hatte, dass sie den einzigen von ihr bewohnten Raum mit dem Sparherd nicht ausreichend beheizen konnte.

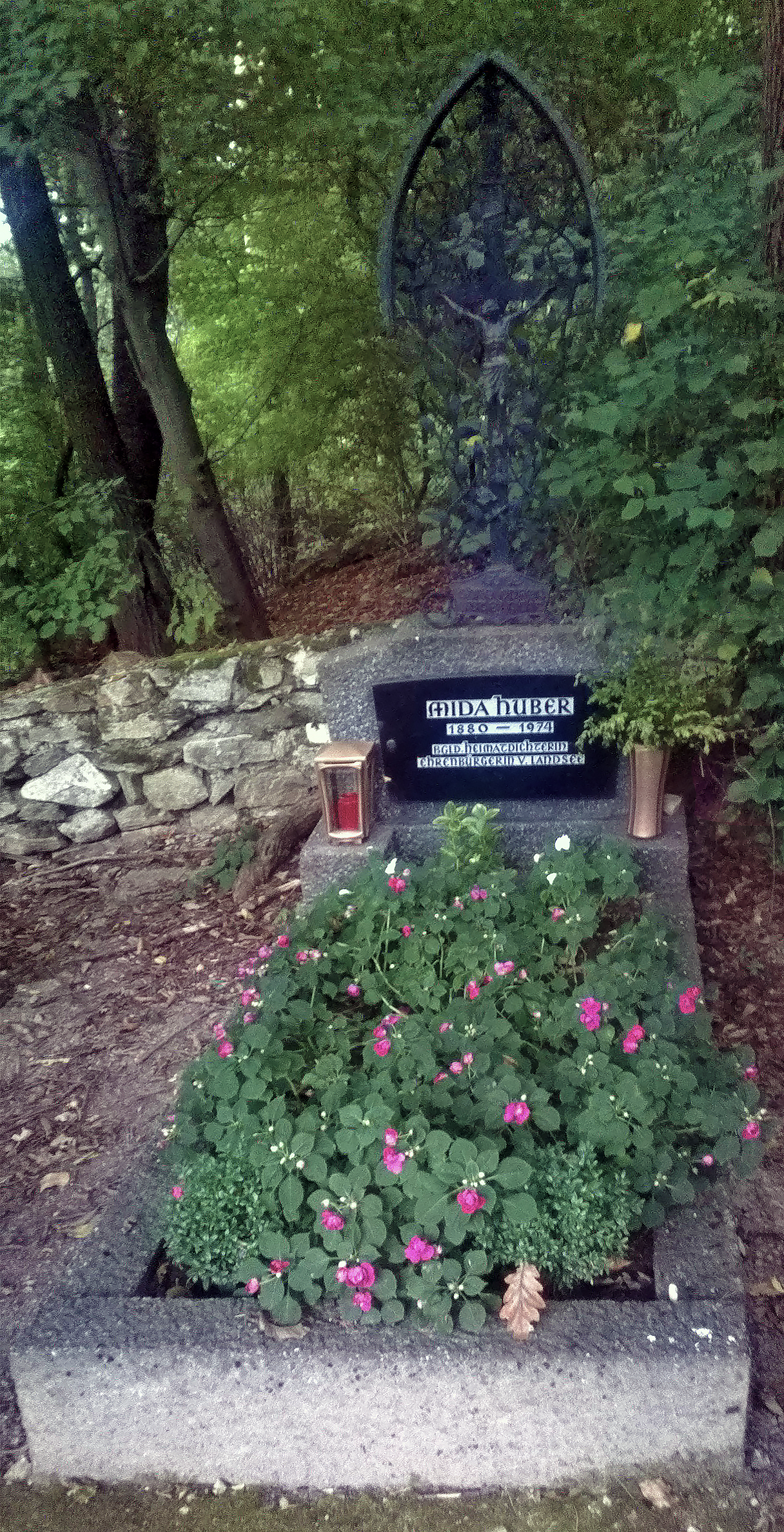
Grabstätte auf dem Friedhof von Landsee

Ihr Leben war hart, aber sie schätzte ihre Unabhängigkeit, konnte ihren persönlichen Bedarf im Dorf decken. Vertrauten sagte sie im Alter oft, wie sie sich freue, durch eines ihrer Fenster auf die Burgruine Landsee schauen zu können. Ihr Briefwechsel mit Klara Köttner-Benigni dauerte von 1952 bis Anfang 1974, eine ihrer bewegendsten Aussagen darin mit über 86 Jahren war: Durch Zufall kam ich bis in das Herz der Burg. Denken Sie, nach Jahren, ich war wie verzaubert, bis zu Tränen ergriffen. Sie ist auch älter und ärmer geworden, meine erste große immerbleibende Liebe.

## Werke
- —, Toni Lantos (Zusammenst.), Franz Probst (Zusammenst.): Meini Kinda. Eine Auswahl aus ihren Dichtungen. Volksbildungswerk für das Burgenland, Landesreferat für burgenländische Schrifttumspflege, Eisenstadt 1951, OBV.
- Wegwarten. Zweite, durchgesehene Auflage. Österreichischer Bundesverlag, Wien 1962, OBV.
- —, Klara Köttner-Benigni (Zusammenstellung): Stille Pfade. Österreichischer Bundesverlag, Wien 1965, OBV.
- Wenn der Weg vergrast. Eine Auslese. Lyrik und Prosa in Hochsprache und Mundart. Pannonica-Verlag, Oberpullendorf 1994, ISBN 3-900796-03-3, OBV.

## Auszeichnungen
- Ehrenzeichen des Landes Burgenland, 1963
- Ehrenbürgerin von Markt Sankt Martin